# Apanthura honshuensis
Apanthura honshuensis là một loài chân đều trong họ Anthuridae. Loài này được Wägele miêu tả khoa học năm 1984.